# Professor Toru Tanaka
Charles "Charlie" J. Kalani Jr. (Honolulu, Hawái; 6 de enero de 1930 – Lake Forest, California; 22 de agosto de 2000) fue un actor, artista marcial y luchador profesional estadounidense. En el cuadrilátero era conocido bajo el alias de Professor Toru Tanaka, o simplemente Professor Tanaka. Actuó en algunas reconocidas producciones de Hollywood como La gran aventura de Pee-Wee, The Running Man y Last Action Hero. Falleció de fallo cardíaco el 22 de agosto del año 2000.

## Filmografía

### Cine y televisión
- An Eye for an Eye (1981)
- Angel Of H.E.A.T. (1983)
- Off the Wall (1983)
- Revenge of the Ninja (1983)
- The A-Team - The Maltese Cow (1984)
- Chattanooga Choo Choo (1984)
- Missing in Action 2: The Beginning (1985)
- La gran aventura de Pee-Wee (1985)[3]
- Volunteers (1985)
- The A-Team - The Spy Who Mugged Me (1986)
- Bad Guys (1986)
- Shanghai Surprise (1986)
- Catch The Heat (1987)
- The Running Man (1987)
- Dead Heat (1988)
- Tax Season (1989)
- Hyper Space (1989)
- Black Rain (1989)
- Darkman (1990)
- Martial Law (1990)
- The Perfect Weapon (1991)
- Alligator II: The Mutation (1991)
- Deadly Game (1991)
- 3 Ninjas (1992)
- Last Action Hero (1993)
- Hard Justice (1995)